# Tore Carbe
Karl Tore Carbe, född 3 maj 1939 i Mölndal, är en svensk före detta friidrottare (stavhopp och mångkamp). Han tävlade för Örgryte IS.

## Främsta meriter
Carbe vann SM-guld i stavhopp år 1961 och i tiokamp år 1964.

## Idrottskarriär
Tore Carbe hade i början av sin idrottskarriär fokus på stavhopp för att senare övergå till mångkamp. När han år 1960 vann sin första medalj vid SM (10-11 augusti) handlade det sålunda om stavhopp. Han blev härvid tvåa med 4,15 m efter veteranen Lennart Lind (4,20 m) men före trean Svante Rinaldo (4,10 m). Innan SM var han med i landskampen mot Finland (28-29 juli) men kom sexa och sist på 3,80 m. Han kom på delad fjärdeplats på årets Sverige-lista med resultatet 4,15 m.
Året därpå, 1961, tog han SM-guld i grenen, på 4,20 m, före tvåan Svante Rinaldo (4,20 m) och trean Ingvar Rune (4,15 m). För detta krävdes totalt tio omhopp mellan ettan och tvåan varvid bägge tog höjden 4,30 m. Carbe var också med i ett antal landskamper under året: i trelandskampen mot Frankrike och Japan den 10-11 augusti kom han på fjärde plats (efter trean Svante Rinaldo) på 4,20 m; i årets Finnkamp (9-10 september) kom han på fjärde plats (4,30 m) som bäste svensk (före Rinaldo och Ingvar Rune); i landskampen mot Östtyskland (27 september) kom han trea (4,30 m) före Svante Rinaldo; och mot Ungern slutligen (30 september till 1 oktober) kom han tvåa (4,20 m), återigen före Rinaldo. På årets Sverige-lista kom Carbe tvåa på 4,30 m efter Svante Rinaldo.
År 1962 tog han en sista SM-medalj i stavhopp (8-9 augusti), silver på 4,30 m efter den överraskande segraren Tapio Mertanen (5,35 m) men före Svante Rinaldo (4,20 m). I årets landskamper kom Carbe på tredjeplats mot Norge den 24-25 juli (på 4,35 m mot segraren Rinaldos 4,55 m), på tredjeplats även mot Italien den 15-16 augusti (på 4,30 m, samma resultat som segraren Rinaldo hade) samt på fjärde och sista plats mot Östtyskland 1-2 september (4,00 m mot segraren Peter Laufers 4,60 m). Carbe var även uttagen till Finnkampen den 2-3 augusti, men kunde ej tävla på grund av skada. På årets Sverige-lista kom Carbe på delad andra plats (med Tapio Mertanen) på 4,40 m efter Rinaldo, 4,55 m.
1963 års säsong innebar en nertrappning i stavhopp och en upptrappning vad gäller mångkamp. I SM deltog Carbe i stavhopp men kom endast på åttonde plats (4,20 m). I tiokamp, däremot, hade han en hård kamp om SM-guldet med Bo Axelsson som till slut vann på 5 983 poäng mot Carbes 5 847 p. Det blev däremot inga landskamper för Carbe detta år, däremot deltog han i årets Nordiska Mästerskap där han kom sexa (av åtta) i tiokamp (resultat 5 965 p). Carbe var även med i en sexlandskamp (Västtyskland, Sverige, Finland, Norge, Danmark-Island samt Norge) för tiokampare under året. På Sverigebästalistan 1963 kom Carbe endast på tionde plats (4,20 m) i gamla paradgrenen stavhopp; däremot var han Sverige-etta i tiokamp (6 310 p) detta år.
Från och med 1964 koncentrerade sig Carbe alltmer på mångkamp. Detta år (1964) vann han SM-guld på 6 964 poäng. Med detta toppade han årets Sverige-lista i tiokamp. I stavhopp nådde han trots allt en tionde plats på listan med årsbästat 4,30 m.
1965 tog han i tiokamp silver på SM (6 588 p) (efter segraren Erling Bengtsson) och kom tvåa vid de Nordiska Mästerskapen (årsbästa 6 801 p). Han toppade åter Sverige-listan i grenen (i stavhopp hamnade han på sextonde plats med 4,20 m).
År 1966 kom Carbe åter tvåa i tiokamp på SM (6 860 p) efter segraren Jan-Olov Lindqvist (6 948 p). På landets årsbästalista kom han på tjugonde plats i stavhopp (4,20 m) och på tredje plats i tiokamp (6 860 p) efter Lennart Hedmark och Jan-Olov Lindqvist.
Vid SM 1967 tog Carbe en fjärdeplats (6 666 p). I årsbästalistan för Sverige kom han dock på tredjeplats med 6 857 poäng.